# Kievitsbloem-associatie
De kievitsbloem-associatie (Fritillario-Alopecuretum) is een associatie uit het verbond van grote vossenstaart (Alopecurion pratensis).

## Naamgeving en codering
- Natura2000-habitattypecode (EU-code): H6510B
- Syntaxoncode voor Nederland (rVvN): r16Ba01
- BWK-karteringscodes: hp*, hpr*

De wetenschappelijke naam Fritillario-Alopecuretum is afgeleid van de botanische namen van de associatiekensoort wilde kievitsbloem (Fritillaria meleagris) en de verbondskensoort grote vossenstaart (Alopecurus pratensis).

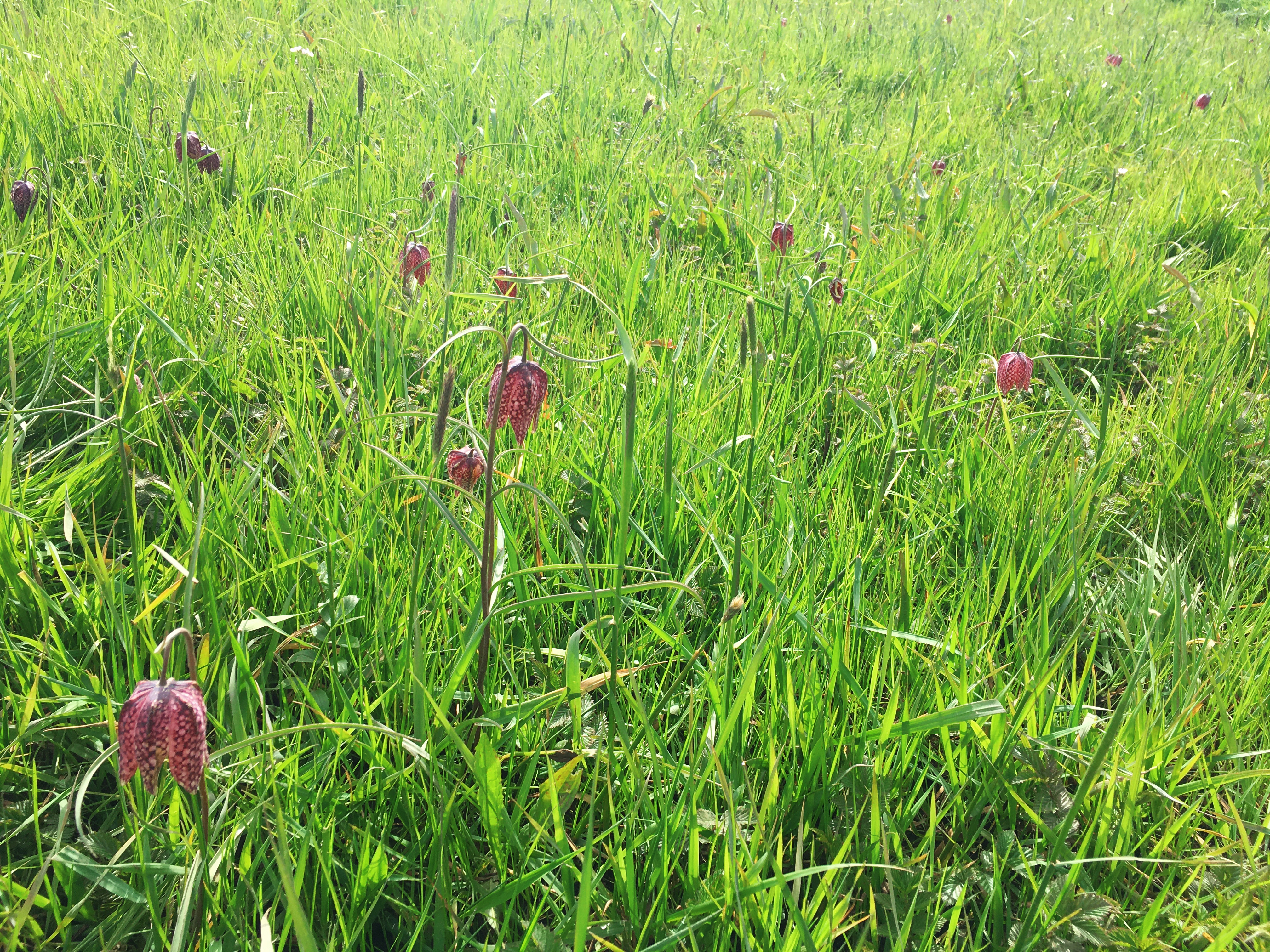
Voorjaarsaspect met beide naamgevende soorten: wilde kievitsbloem en grote vossenstaart.

## Fysiognomie
De formatie van de kievitsbloem-associatie betreft een grasland. De vegetatiestructuur wordt gekenmerkt door de dominantie van grassen en daarnaast kruiden met grote, opvallende bloemen.

## Subassociaties in Nederland en Vlaanderen
Van de kievitsbloem-associatie zijn in Nederland en Vlaanderen drie onderstaande subassociaties bekend.
- Subassociatie met kamgras (Fritillario-Alopecuretum cynosuretosum)
- Typische subassociatie (Fritillario-Alopecuretum typicum)
- Subassociatie met gewone dotterbloem (Fritillario-Alopecuretum calthetosum)